# پسران گروهان سی
پسرانِ گروهان سی (به انگلیسی: The Boys in Company C) یک فیلم سینمایی جنگی آمریکایی به کارگردانی سیدنی جی. فیوری محصول سال ۱۹۷۸ در مورد نیروهای تازه استخدام شده تفنگداران دریایی ایالات متحده برای آماده‌سازی برای انجام وظیفه و نبردهای بعدی آنها در جنگ ویتنام است. بازیگران اصلی این فیلم استن شو، اندرو استیونز، کریگ واسون و مایکل لمبک هستند. این فیلم در میان اولین فیلم‌های جنگ ویتنام بود که پس از دوران جنگ آمریکا با ویتنام ظاهر شد.